# 299. Infanterie-Division (Wehrmacht)
Die 299. Infanterie-Division (299. ID) war ein militärischer Großverband der Wehrmacht.

## Geschichte
Einsatzgebiete:
- Deutschland: Februar bis Mai 1940
- Frankreich: Mai 1940 bis Juni 1941

Am 14. Mai 1940 griff die Division, zusammen mit der 76. ID und der 36. ID den Sektor Verdun an.
- Ostfront, Südabschnitt: Juni 1941 bis Februar 1942
- Ostfront, Zentralabschnitt: Februar 1942 bis Juli 1944[A 1]
- Polen und Ostdeutschland: September 1944 bis Februar 1945

### Aufstellung
Die 299. ID wurde als Division der 8. Aufstellungswelle im Februar 1940 in Erfurt aufgestellt. 

### Westfeldzug
Im Mai 1940 nahm die Einheit am Westfeldzug teil und kämpfte in Luxemburg, Belgien und Sedan in Frankreich. 

### Unternehmen Barbarossa
Im Juni 1941 wurde sie an die Ostfront verlegt und war zunächst als linker Flügel der 6. Armee bei der Heeresgruppe Süd unterstellt. Nach Überschreiten des Bug marschierte die 299. ID in die Region von Dubno und durchbrach bei Nowograd Wolinskij die Stalinlinie. Die achttägigen Gefechte zwischen Schitomir und Korosten führten beim IR 530 zu insgesamt 685 Gefallenen. Bei Schuljany überschritt sie den Dnepr und nahm an der Schlacht um Kiew teil. 

### 1942
Im Jahr 1942 kämpfte sie bei Woronesch.

### Unternehmen Zitadelle
Im Jahr 1943 hatte sie einen Großeinsatz in der Panzerschlacht von Kursk  und in der Schlacht von Gomel. 
Anfang 1944 war die 299. ID schwerpunktmäßig als Teil der 3. Panzerarmee an der Straße Orscha-Witebsk im Einsatz.

### Vernichtung
Die 299. ID wurde im Juli 1944 im Kessel von Minsk während des Zusammenbruchs der Heeresgruppe Mitte vernichtet. 

### Verwendung der Reste der Division
Aus dem Divisionsstab wurde die Korps-Abteilung G gebildet, welche die Divisions-Gruppe 299 einschloss. Am 1. September 1944 wurde die 299. ID aus der Korps-Abteilung G neu aufgestellt und im März 1945 im Kessel von Heiligenbeil in Ostpreußen erneut vernichtet. Überlebende wurden in die Reichsarbeitsdienst-Division 1 „Infanterie-Division Schlageter“ in der Schlacht um Berlin aufgenommen.

## Personen
| Dienstzeit                             | Dienstgrad                   | Name                  |
| -------------------------------------- | ---------------------------- | --------------------- |
| 6. April 1940 bis 1. November 1942     | Generalmajor/Generalleutnant | Willi Moser           |
| 1. November bis 5. November 1942       | Generalmajor                 | Viktor Koch           |
| 5. November 1942 bis 3. Mai 1943       | Generalmajor                 | Hans Bergen           |
| 3. Mai 1943 bis 15. Januar 1944        | Generalmajor                 | Ralph Graf von Oriola |
| 15. Januar bis 13. März 1944           | Oberst                       | Paul Reichelt         |
| 13. März bis 28. Juni 1944             | Generalleutnant              | Ralph Graf von Oriola |
| 28. Juni 1944 bis 31. Juli 1944        | Generalmajor                 | Hans Junck            |
| Juli 1944 bis Oktober 1944             | Generalleutnant              | Ralph Graf von Oriola |
| 1. September 1944 bis 16. Februar 1945 | Oberst                       | Karl Göbel            |

| Dienstzeit                          | Dienstgrad     | Name                  |
| ----------------------------------- | -------------- | --------------------- |
| 8. Februar bis 10. Juli 1940        | Major          | Wilhelm Meyer-Detring |
| 10. Juli 1940 bis 4. September 1942 | Major          | Alfred Zerbel         |
| November 1942 bis Oktober 1943      | Oberstleutnant | Gerd von Coelln       |
| 20. September 1943 bis 5. Juni 1944 | Oberstleutnant | Albert Schindler      |
| 5. Juni 1944 bis März 1945          | Major          | Hellmut Schreiber     |

## Auszeichnungen
Insgesamt wurden 33 Angehörige der 299. ID mit dem Ritterkreuz ausgezeichnet und 114 mit dem Deutschen Kreuz in Gold.

## Gliederung
- Infanterie-Regiment 528
- Infanterie-Regiment 529
- Infanterie-Regiment 530
- Artillerie-Regiment 299
- Panzerjäger-Abteilung 299
- Aufklärungs-Abteilung 299
- Feldersatz-Bataillon 299
- Pionier-Bataillon 299
- Nachrichten-Abteilung 299
- Nachschubtruppen